# Admirabile signum

Wappen des Papstes Franziskus

Admirabile signum (deutsch „wunderbares Zeichen“) ist, nach seinem Incipit, der Titel eines Apostolischen Schreibens in Form eines Motu proprio von Papst Franziskus. Es befasst sich mit der Tradition der Weihnachtskrippe, deren Bedeutung und Wert im religiösen Brauchtum der römisch-katholischen Kirche.
Das Dokument umfasst 10 Kapitel und wurde am 29. November 2019 bei einem Besuch des Papstes in Greccio, wo der heilige Franz von Assisi der Legende nach im Jahr 1223 erstmals das Weihnachtsevangelium in Form einer lebenden Krippe darstellen ließ, unterzeichnet. Die Veröffentlichung des Schreibens folgte am 1. Dezember desselben Jahres.

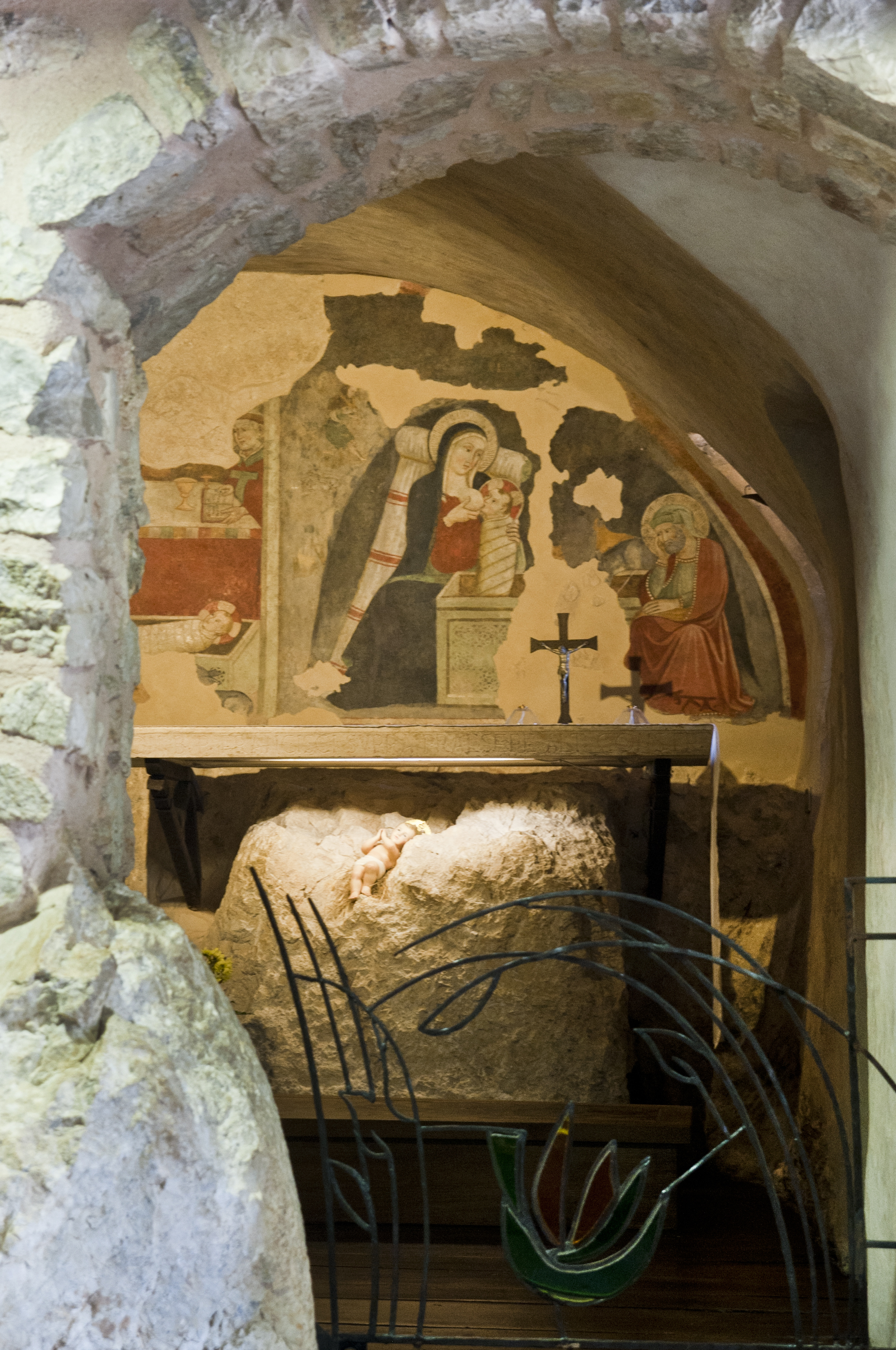
Grotte der ersten Weihnachtskrippe in Greccio

In diesem Schreiben äußert der Papst seine Wertschätzung der Tradition, in Familien und diversen anderen Orten Darstellungen der Geburt Jesu im Stall von Bethlehem aufzustellen, und ermutigt die Gläubigen, diese Tradition neu zu beleben, wo sie verlorengegangen ist. Das Schreiben erinnert an die erstmalige Darstellung der Weihnachtsszene nach den biographischen Quellen über Franz von Assisi, nach denen am Weihnachtsfest 1223 zum ersten Mal eine Weihnachtskrippe zur Betrachtung errichtet wurde. Das Schreiben würdigt dieses Ereignis als „Werk der Evangelisierung“. Anschließend betrachtet Papst Franziskus die einzelnen Elemente und bestimmte traditionelle Gestaltungen der Krippe, um sie geistlich auf die Liebe Gottes hin zu deuten und den besonderen Bezug zur Armut herzustellen.